# Australian Open 2007
De 95e editie van het Australische grandslamtoernooi, het Australian Open 2007, werd gehouden tussen 15 en 28 januari 2007. Voor de vrouwen was het de 81e editie. Het werd gespeeld in het Melbourne Park te Melbourne.
Het toernooi van 2007 trok 554.858 toeschouwers.

## Belangrijkste uitslagen
Mannenenkelspel

Finale: Roger Federer (Zwitserland) won van Fernando González (Chili) met 7-6, 6-4, 6-4
Vrouwenenkelspel

Finale: Serena Williams (VS) won van Maria Sjarapova (Rusland) met 6-1, 6-2
Mannendubbelspel

Finale: Bob Bryan (VS) en Mike Bryan (VS) wonnen van Jonas Björkman (Zweden) en Maks Mirni (Wit-Rusland) met 7-5, 7-5
Vrouwendubbelspel

Finale: Cara Black (Zimbabwe) en Liezel Huber (Zuid-Afrika) wonnen van Chan Yung-jan (Taiwan) en Chuang Chia-jung (Taiwan) met 6-4, 6-7, 6-1
Gemengd dubbelspel

Finale: Jelena Lichovtseva (Rusland) en Daniel Nestor (Canada) wonnen van Viktoryja Azarenka (Wit-Rusland) en Maks Mirni (Wit-Rusland) met 6-4, 6-4
Meisjesenkelspel

Finale: Anastasija Pavljoetsjenkova (Rusland) won van Madison Brengle (VS) met 7-6, 7-6
Meisjesdubbelspel

Finale: Jevgenia Rodina (Rusland) en Arina Rodionova (Rusland) wonnen van Julia Cohen (VS) en Urszula Radwańska (Polen) met 2-6, 6-3, 6-1
Jongensenkelspel

Finale: Brydan Klein (Australië) won van Jonathan Eysseric (Frankrijk) met 6-2, 4-6, 6-1
Jongensdubbelspel

Finale: Graeme Dyce (VK) en Harri Heliövaara (Finland) wonnen van Stephen Donald (Australië) en Rupesh Roy (India) met 6-2, 6-7, 6-3
Rolstoelmannenenkelspel

Finale: Shingo Kunieda (Japan) won van Michaël Jérémiasz (Frankrijk) met 6-3, 3-6, 6-3
Rolstoelvrouwenenkelspel

Finale: Esther Vergeer (Nederland) won van Florence Gravellier (Frankrijk) met 6-1, 6-0
Rolstoelmannendubbelspel

Finale: Robin Ammerlaan (Nederland) en Shingo Kunieda (Japan) wonnen van Maikel Scheffers (Nederland) en Ronald Vink (Nederland) met 6-2, 6-0
Rolstoelvrouwendubbelspel

Finale: Jiske Griffioen (Nederland) en Esther Vergeer (Nederland) wonnen van Florence Gravellier (Frankrijk) en Korie Homan (Nederland) met 6-0, 3-6, [10-6]

## Trivia
- Justine Henin-Hardenne, in 2006 nog finaliste, gaf op 4 januari verstek voor het toernooi, wegens persoonlijke problemen. Later die maand besloot zij te gaan scheiden.

## Uitzendrechten
Het Australian Open was in Nederland en België te zien op Eurosport. Eurosport zond het Australian Open uit via de lineaire sportkanalen Eurosport 1 en Eurosport 2 en via de online streamingdienst, de Eurosport Player.
1905 · 1906 · 1907 · 1908 · 1909 · 1910 · 1911 · 1912 · 1913 · 1914 · 1915 · 1916–1918 · 1919 · 1920 · 1921 · 1922 · 1923 · 1924 · 1925 · 1926 · 1927 · 1928 · 1929 · 1930 · 1931 · 1932 · 1933 · 1934 · 1935 · 1936 · 1937 · 1938 · 1939 · 1940 · 1941–1945 · 1946 · 1947 · 1948 · 1949 · 1950 · 1951 · 1952 · 1953 · 1954 · 1955 · 1956 · 1957 · 1958 · 1959 · 1960 · 1961 · 1962 · 1963 · 1964 · 1965 · 1966 · 1967 · 1968
↓ open tijdperk ↓
1969 (m-v-md-vd-gd) · 1970 (m-v-md-vd) · 1971 (m-v-md-vd) · 1972 (m-v-md-vd) · 1973 (m-v-md-vd) · 1974 (m-v-md-vd) · 1975 (m-v-md-vd) · 1976 (m-v-md-vd) · jan 1977 (m-v-md-vd) · dec 1977 (m-v-md-vd) · 1978 (m-v-md-vd) · 1979 (m-v-md-vd) · 1980 (m-v-md-vd) · 1981 (m-v-md-vd) · 1982 (m-v-md-vd) · 1983 (m-v-md-vd) · 1984 (m-v-md-vd) · 1985 (m-v-md-vd) · 1986 · 1987 (m-v-md-vd-gd) · 1988 (m-v-md-vd-gd) · 1989 (m-v-md-vd-gd) · 1990 (m-v-md-vd-gd) · 1991 (m-v-md-vd-gd) · 1992 (m-v-md-vd-gd) · 1993 (m-v-md-vd-gd) · 1994 (m-v-md-vd-gd) · 1995 (m-v-md-vd-gd) · 1996 (m-v-md-vd-gd) · 1997 (m-v-md-vd-gd) · 1998 (m-v-md-vd-gd) · 1999 (m-v-md-vd-gd) · 2000 (m-v-md-vd-gd) · 2001 (m-v-md-vd-gd) · 2002 (m-v-md-vd-gd) · 2003 (m-v-md-vd-gd) · 2004 (m-v-md-vd-gd) · 2005 (m-v-md-vd-gd) · 2006 (m-v-md-vd-gd) · 2007 (m-v-md-vd-gd) · 2008 (m-v-md-vd-gd) · 2009 (m-v-md-vd-gd) · 2010 (m-v-md-vd-gd) · 2011 (m-v-md-vd-gd) · 2012 (m-v-md-vd-gd) · 2013 (m-v-md-vd-gd) · 2014 (m-v-md-vd-gd) · 2015 (m-v-md-vd-gd) · 2016 (m-v-md-vd-gd) · 2017 (m-v-md-vd-gd) · 2018 (m-v-md-vd-gd) · 2019 (m-v-md-vd-gd)  · 2020 (m-v-md-vd-gd) · 2021 (m-v-md-vd-gd) · 2022 (m-v-md-vd-gd) · 2023 (m-v-md-vd-gd) · 2024 (m-v-md-vd-gd) · 2025 (m-v-md-vd-gd)
Lijst van Australian Openwinnaars